# Johann Waschnewski
Johann Waschnewski (* 1986) ist ein deutscher Politiker der CDU. Seit 2024 ist er Landrat des Saale-Holzland-Kreises in Thüringen. Zuvor war er seit 2015 Bürgermeister der Landstadt Bürgel.

## Leben
Waschnewski stammt aus einer Pfarrfamilie. Er absolvierte sein Abitur am Friedrich-Schiller-Gymnasium und seinen Zivildienst im Kindergarten „Marienkäfer“ in Eisenberg. Danach studierte er Politikwissenschaft, Interkulturelle Wirtschaftskommunikation und Wirtschafts- sowie Sozialgeschichte an der Friedrich-Schiller-Universität Jena. Von 2009 bis 2015 war Waschnewski Mitarbeiter im Büro des Landtagsabgeordneten Mario Voigt.
Privat spielt Waschnewski Fußball beim SG ThalBürgel.

## Politik
Waschnewski war seit 2014 bis zur Wahl zum Landrat Mitglied im Kreistag des Saale-Holzland-Kreises, seit 2018 zudem erster Beigeordneter des Landkreises. Bei der Kommunalwahl in Thüringen 2024 wurde er in einer Stichwahl zum neuen Landrat gewählt. Er ist außerdem stellvertretender Kreisvorsitzender der CDU Saale-Holzland.